# マツダ・RX-9
マツダ・RX-9（アールエックスナイン ）は、1977年（昭和52年）~1981年（昭和56年）に掛けて東洋工業（現在のマツダ）が生産していた海外市場向けの乗用車である。日本国内市場においては、マツダ・ルーチェレガートとして発売されていた。カテゴリーとしては、当時のマツダ最上級セダンとして位置付けられている。

## 概要
- ルーチェとしては、第2世代モデルのバンケルエンジン搭載車の輸出仕様の名称が、「マツダ・RX-4」として販売されていた。
- 第3世代に切り替わった際のバンケルエンジン搭載車は、「マツダ・RX-9」の名称で販売された。
- 仕向け地毎で販売名称が異なり、同型ボディのレシプロエンジン搭載車は、「マツダ・929」等の名称も用いられた。
- 主なる構造は、1977年10月に導入されたルーチェレガートに準ずる。RX-9は、バンケルエンジンを搭載した大型で豪華なセダンとして販売された。
- 見た目から大きい車体は、箱型のクーペの様に見える4ドアピラーレスハードトップが採用された。セダン以外のボディでは、レシプロエンジン搭載のワゴンも設定された。

## 歴史

### LA4型
- RX-9より格上のバンケルエンジン搭載の豪華な装備のセダンは、ホールデンのプレミアの車体を輸入して製造された「マツダ・ロードペーサー」が存在したが、非常に高価格帯であった事と、大衆車メーカーであるマツダのブランド力が弱く、販売が芳しくなく短命に終わった。
- マツダが発表したルーチェレガートは、大きな長方形のヘッドライトとよりオーソドックスとヨーロッパ風の外観を持つ”LA4型”は、1979年10月に日本で発表された。最上位機種であるRX-9は、12A型ないし13B型のバンケルエンジンが搭載された。殆どの国には、12A型が搭載され13B型は、一部の仕向け地に限定された。

### エンジン
- バンケルエンジン搭載車の製造年は、下記の通り。
- 1977年~1978年 12A型
- 1977年~1981年 13B型, 127 PS (93 kW)/187 N⋅m (138 lb⋅ft)